# Аргос
А́ргос (дав.-гр. Άργος, МФА: [árɡos]; грец. Άργος, МФА: [ˈarɣos]) — місто у Греції, в регіоні Пелопоннес, області Арголіда. Давньогрецька місто-держава. Розміщене поблизу Нафпліону. Одне з найстаріших міст країни, третє за віком постійно заселене місто Європи (після Пловдиву й Мантуї). В античний період покровителем міста вважалася богиня Гера. Населення — 138138 осіб (2001); площа — 29228 км².

## Історія

### Від пеласгів до дорійців

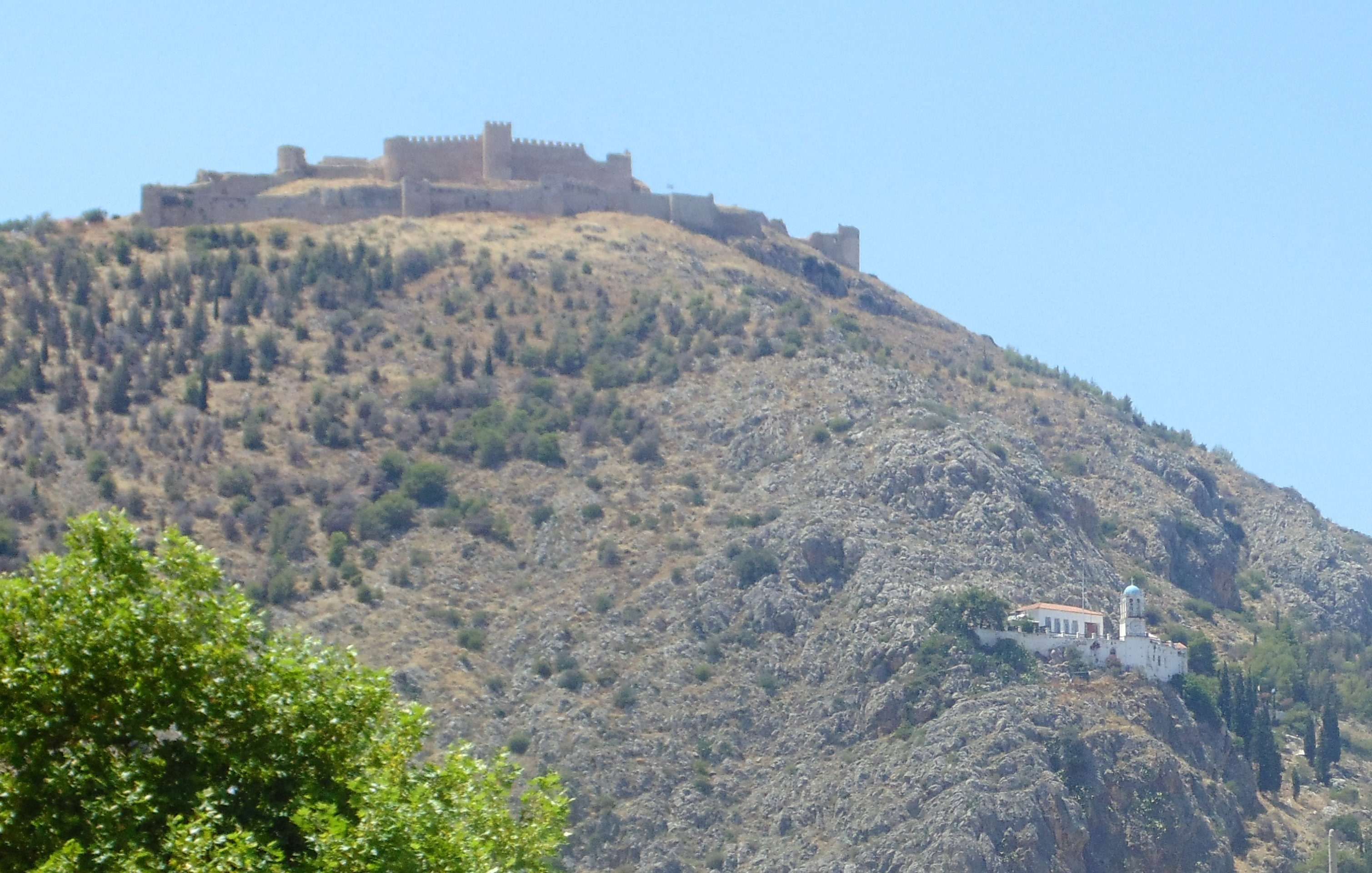
Лариса — акрополь Аргоса, сучасний вигляд

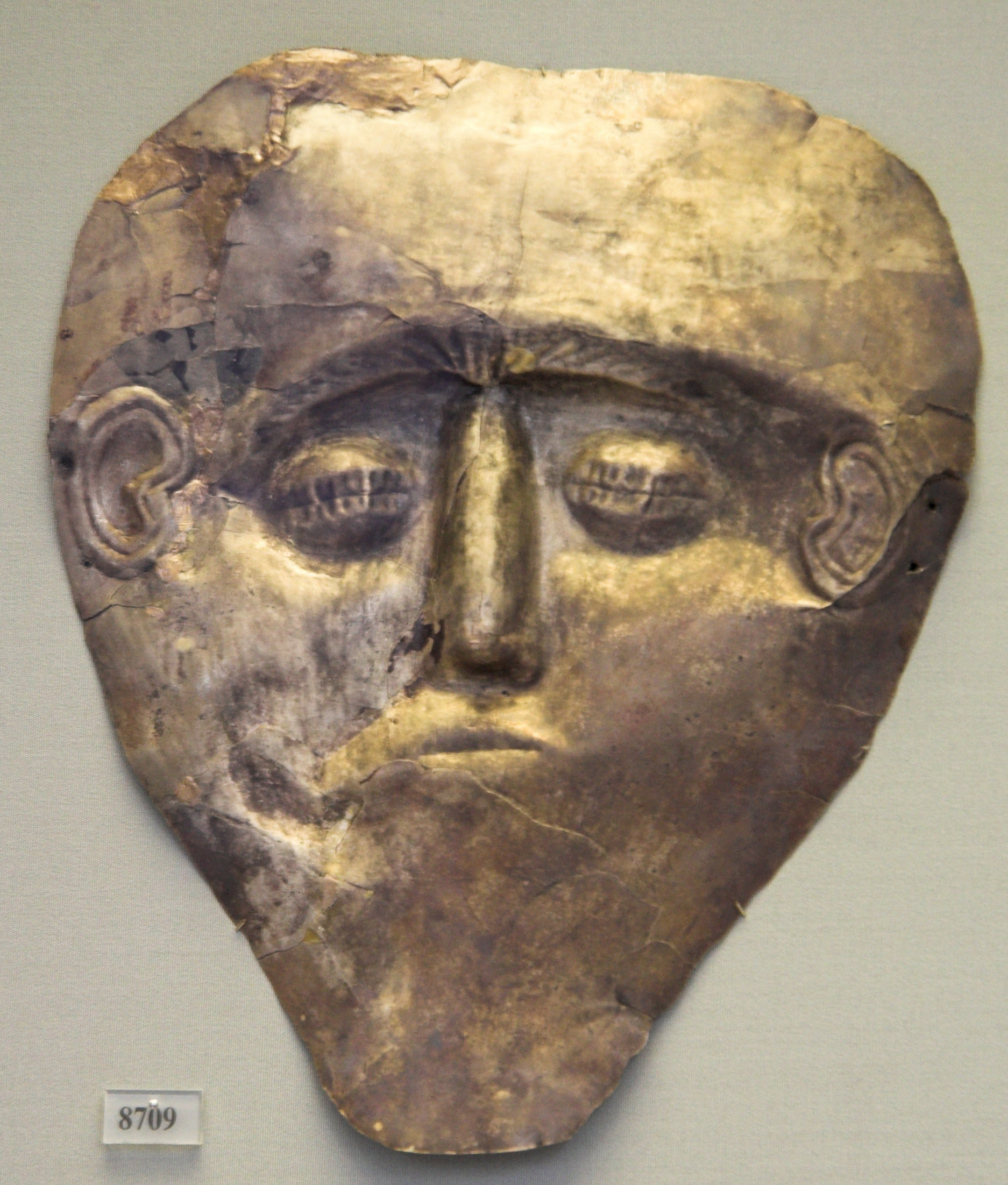
Поховальна маска з електра, що могла належати Данаю, Національний археологічний музей (Афіни)

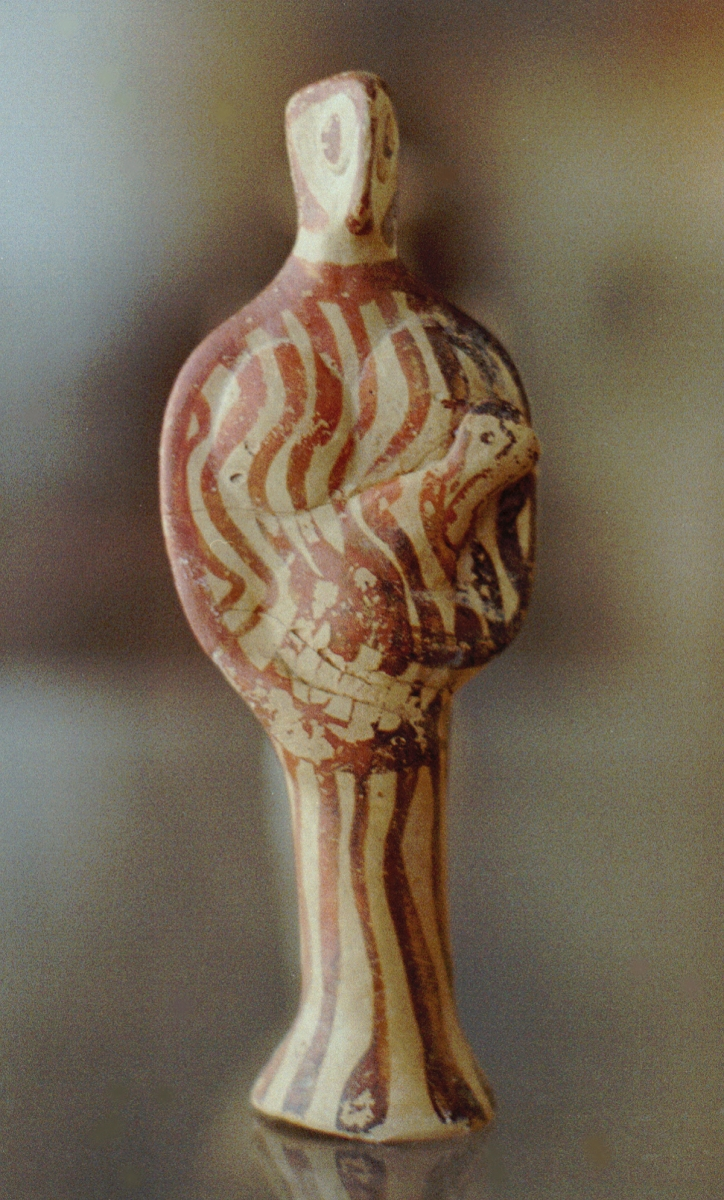
Теракотова фігурка мікенської доби, знайдена в Аргосі (Археологічний музей Аргоса)

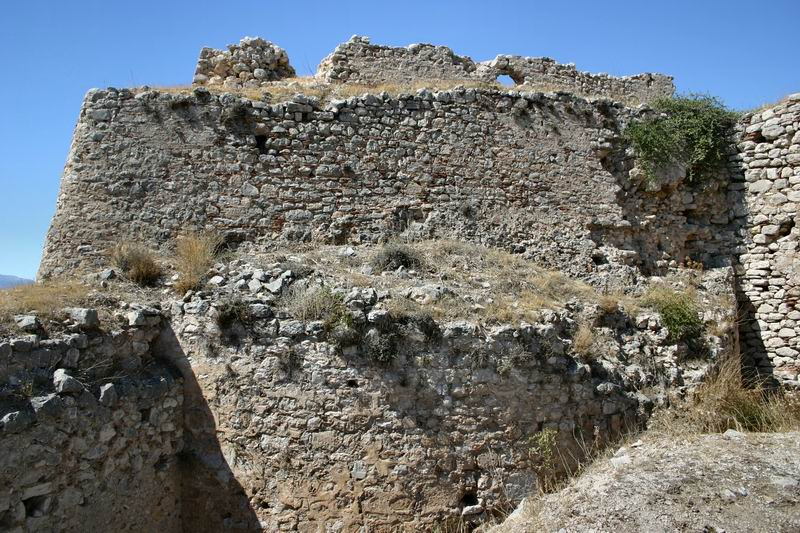
Мури аргосської цитаделі

Першим населенням Арголіди, про яке залишилися історичні згадки, були пеласги. Власне, саму назву Аргос вважають пеласгійською за походженням — вона нібито означає «рівнину», а назва першого аргоського акрополя — Лариса — перекладається як «фортеця» (другий акрополь мав назву Дейрас, або ж Аспіс (дав.-гр. Ασπίς, «щит»)). Перекази називають засновником міста ватажка пеласгів Інаха — щоправда, це ім'я швидше за все є епонімом місцевої річки. Син Інаха Фороней є не менш міфічним персонажем — за переказами він був суддею в суперечці Посейдона і Гери, навчив місцевих мешканців користуватися вогнем й пекти хліб тощо. Щоправда, це не заважало місцевим, вже грецьким володарям вести свою генеалогію саме від Інаха і Форонея.
Останнім представником найдавнішої династії Аргоса міфи називають Геланора, сина Стенела. Його від влади усунув Данай — ватажок одного з грецьких загонів, що служив у наймах у Єгипті. Данай спорудив в Аргосі храм Аполлона, громадські криниці, оточив місто потужними мурами. За ім'ям царя і мешканці Аргоса згодом стали зватися данайцями. Щоправда, після смерті Даная Аргос поступився першістю в Арголіді й статусом царської резиденції сусіднім Мікенам, де царював зять Даная Лінкей. Повернув «царський» статус місту лише онук Лінкея Акрісій, який в суперечці за владу з братом Пройтом поділив Арголіду навпіл — сам жив в Аргосі, а брату віддав Тиринф.
Персей (за легендами — онук Акрісія, за іншою версією — позашлюбний син Пройта, але цілком можливо уся генеалогія була вигадана, щоб виправдати права бастарда на царську корону) знову об'єднав Арголіду під владою Мікен, проте за його нащадків в Аргосі з'явилася власна династія, засновником якої був Біант. Син Біанта — Талай уславився як один з аргонавтів, а від влади його відсторонив ще один учасник експедиції на «Арго» — Амфіарай, який вигнав з міста сина Талая Адраста і одружився з дочкою Талая Еріфілою. І Амфіарай, і Адраст згодом замирилися, але обидва були втягнуті у війну за владу у Фівах, при чому першого — згідно з міфами — разом з колісницею поглинула земля, а другий — помер від туги за загиблим сином.
Влада над Аргосом врешті дісталася онуку Адраста Діомеду, проте він змушений був визнати зверхність царя Мікен Агамемнона, за наполяганням якого брав участь в Троянській війні. Надалі Аргос разом з усією Арголідою дістався синові Агамемнона Оресту, а від нього — сину самого Ореста Тісамену. Трирічне царювання Тісамена майже усе пішло на боротьбу із дорійською навалою. Цареві вдалося завдати поразки війську на чолі з Аристомахом, згодом — відбити напад сина Аристомаха Аристодема. Проте, коли нападників очолив Оксил, дорійці взяли гору, а сам Тісамен загинув у бою. Жити під владою прибульців захотіли не всі, за переказами біженців з Аргосу було стільки, що вони заселили Родос, Кос і Самос (останній — разом з вихідцями із Фліунта і Епідавра).

### Під владою Теменідів

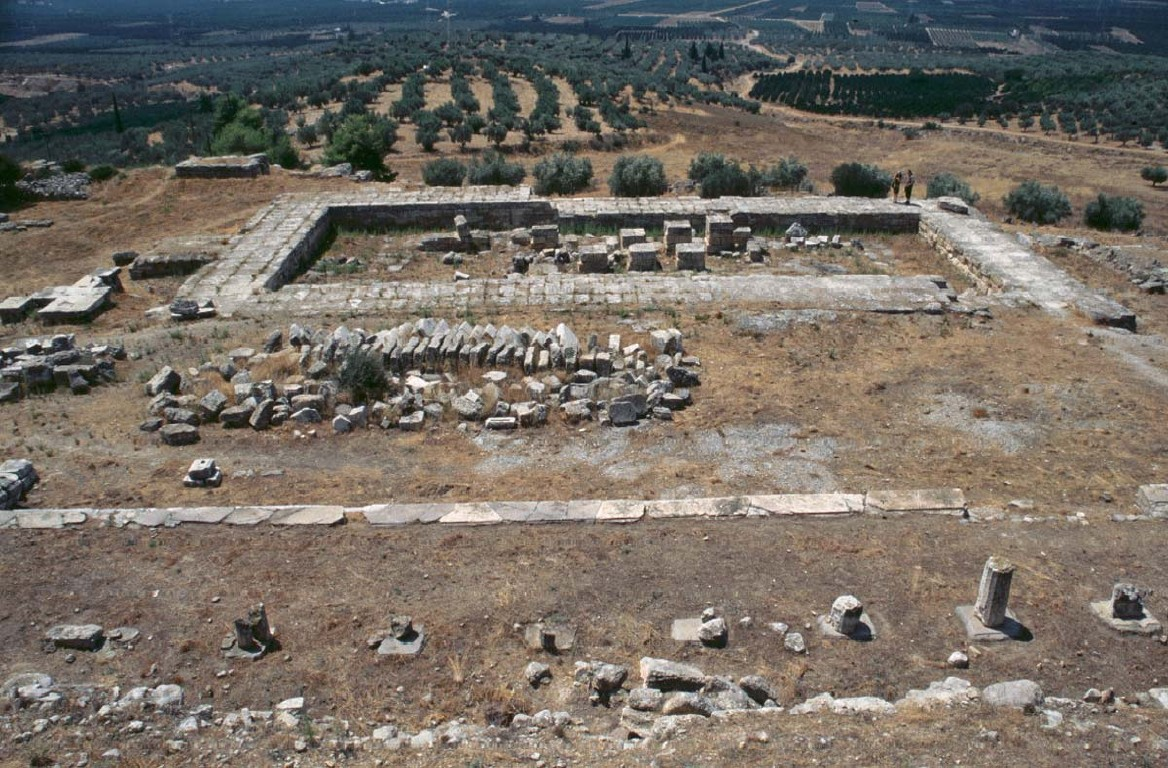
Руїни Герайона

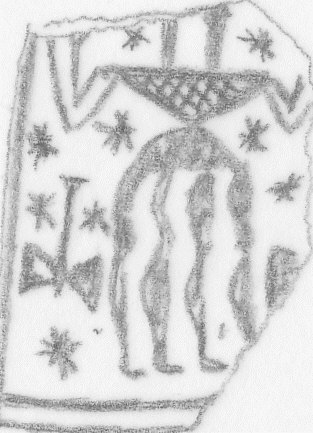
Фрагмент посуду, знайденого у Герайоні (VIII ст. до н. е.)

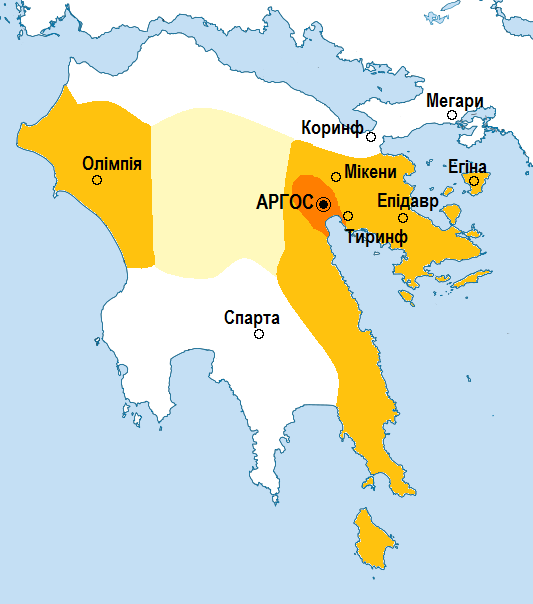
Території, підпорядковані Аргосу Фідоном

Під час напівлегендарного розподілу Пелопоннеса Арголіду отримав Темен, який нібито обрав за столицю не Мікени, а Аргос (хоча ця легенда цілком може мати і пізніше походження, адже похований цар був у заснованому ним місті Теменій, який лише згодом став портом Аргоса). Показово, що споруджене Теменом святилище Гери, особливо шанованої саме дорійцями, — Герайон розташоване поза міськими мурами. У самому Аргосі головним храмом і надалі залишалось святилище Аполлона Лікейського, і це може свідчити, що прибульці почувалися себе на новій батьківщині не надто впевнено. Тим більше, що місцеве населення вони суттєво обмежили в правах.

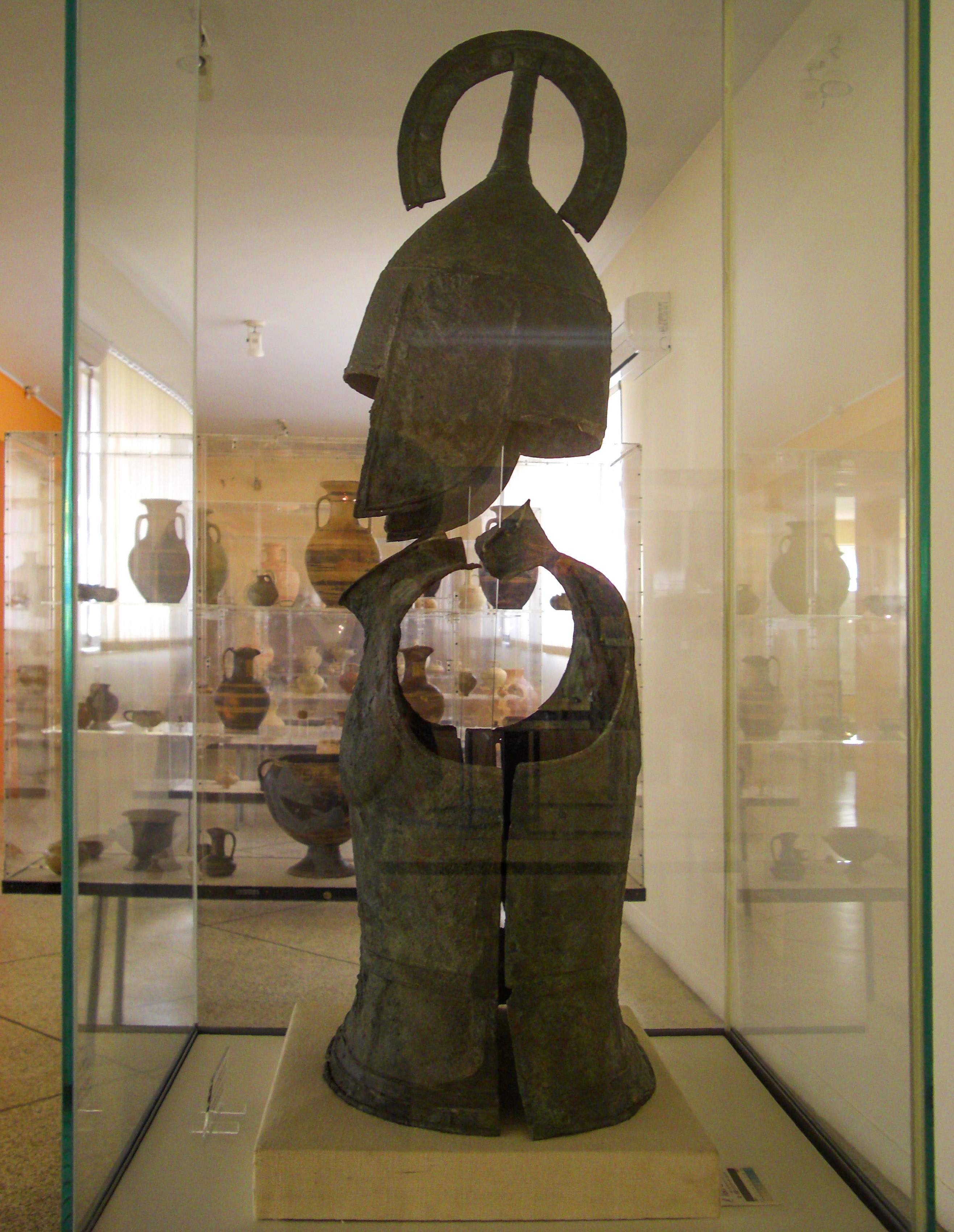
Озброєння аргоського вояка VIII ст. до н. е.

Деякі дослідники припускають, що переможених обернули на рабів — подібно до спартанських гелотів. Проте швидше за все мова йде про статус, подібний до періеків — в самому Аргосі використовували термін педаеки (дав.-гр. πεδάfοικοι), бо жили вони не в навколишніх селищах, а серед прибульців. Не виключено, що частина місцевих мешканців взагалі була інкорпорована до громади — принаймні пізніше в Аргосі було чотири філи, з яких лише три були дорійськими.
З іншого боку — непрямі дані свідчать, що Аргос у перші століття після дорійського завоювання не мав великого впливу, поступаючись, скажімо, Нафпліону. Лише за царювання Дамокріда, коли аргів'яни перемогли нафплійців і зруйнували їхнє місто, ситуація змінилася на користь Аргоса. Цар Фідон вже зміг оголосити себе «єдиним нащадком Темена» і під цим приводом об'єднати під своєю владою усю Арголіду, приєднавши до Аргоса Мікени, Тиринф і Епідавр.
Утім, межі «теменової долі» для Фідона швидко стали замалими. Він почав мріяти про славу Агамемнона і гегемонією над всією Грецією. Першим здобутком Фідона поза Арголідою стала Егіна. Саме на цьому острові зусиллями аргосського царя почали карбувати першу у балканський Греції срібну монету. Цар також запровадив у всіх своїх володіннях єдину систему мір — «фідонові міри», в основу яких лягли вавилонські стандарти. Розвиток торгівлі під егідою Аргоса мав продовження в активній колонізації — насамперед у південній Анатолії і на Сицилії. Самостійно аргів'янами були засновані Аспендос, Тарс, а разом з родосцями — Соли, Гела і Фаселіда (останні дві — 688 р. до н. е.). Вихідці з Аргоса були також серед поселенців у Сиракузах і, можливо, Візантії.

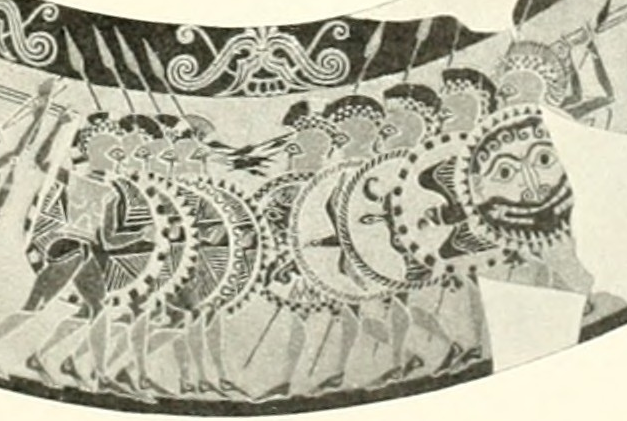
Перше зображення фаланги. Так звана «ваза Кіджі», (650—640 рр. до н. е.)

Фідон першим в Елладі запровадив у своєму війську зімкнений порядок важкоозброєних піхотинців — фалангу, оснащену великими щитами, що з того часу називалися саме «аргосськими». Військова реформа далася взнаки — у 669 р. до н. е. біля Гісій спартанці зазнали приголомшливої поразки. Фідон відвоював усе східне узбережжя Лаконії до миса Малея, приєднав Кіферу, повністю відрізавши Спарту від Егейського моря. Надалі цар увів військо до Еліди, перебравши на себе керівництво Олімпійськими іграми — посилаючись на те, що був нащадком Геракла. Ще однією жертвою Фідона міг стати Коринф. Цар підтримував опозицію режиму Бакхіадів, відібрав у міста деякі навколишні землі і вже готувався до війни — але був вбитий гетайром із власного оточення.

### Між владою аристократії і тиранією. Сепейська катастрофа

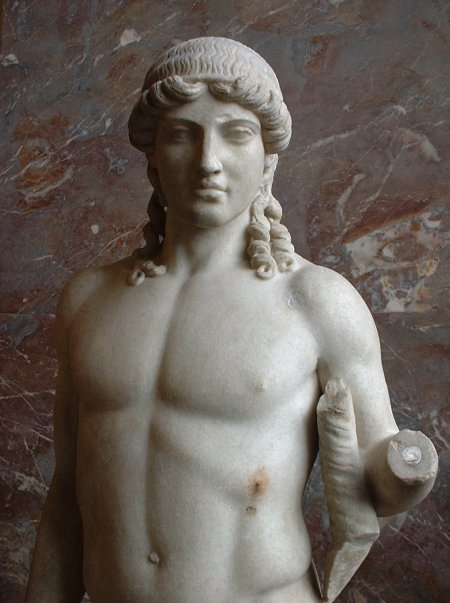
«Аполлон Мантуанський», копія скульптури Поліклета, Лувр

Аргоська аристократія, яка відчувала себе цілком самодостатньою, і справді була невдоволена Фідоном, який не надто рахувався з її привілеями. За царювання фідонового сина Лакеда знать вже почала диктувати володарю свої умови, а онук Фідона Мелтас взагалі став останнім царем Аргосу. Надалі басилей залишився лише жерцем-епонімом, натомість владу на себе перебрала колегія даміоргів (дав.-гр. δαμιοργοί), яка спершу складалася з дев'яти, а згодом — з шести посадовців, наділених судовими і фінансовими повноваженнями.

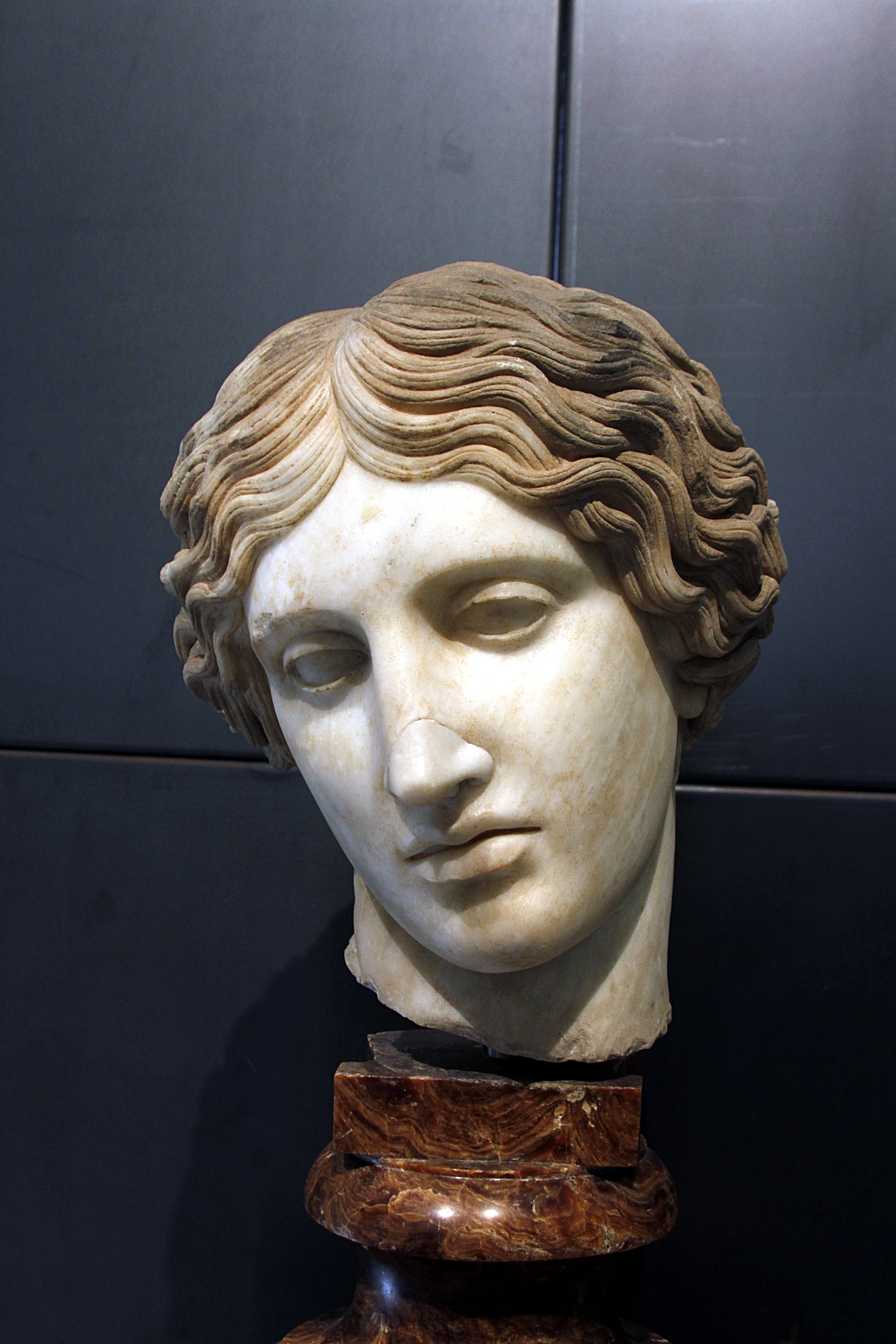
Поранена амазонка, копія скульптури Поліклета, Капітолійський музей

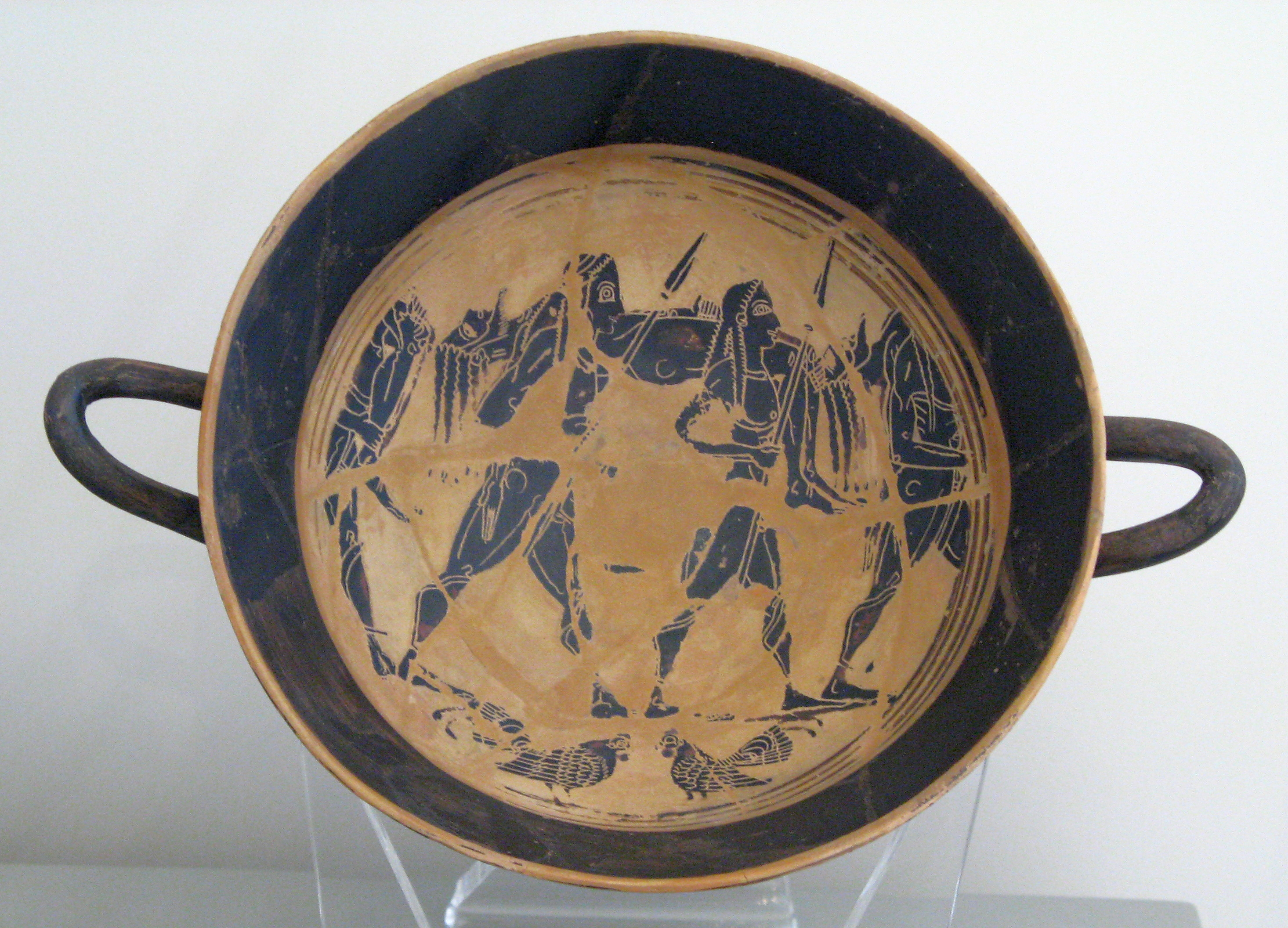
Спартанські вояки несуть вбитого товариша. Зображення на лаконському кубку VI ст. до н. е. (Берлінське античне зібрання)

За останніх царів Аргос втратив Егіну і Епідавр, а спартанці згодом відвоювали Кіферу і узбережжя Лаконії. Безпорадністю аристократії скористався епімелет Архін. Зібравши, таємно від даміоргів, велику кількість зброї, він роздав її демосу та педаекам і з їхньою допомогою встановив у місті тиранію. Протримався при владі Архін недовго. Чи був він вбитий, чи помер власною смертю — джерела не повідомляють. Відомо, однак, що його дружина Тимонасса вийшла заміж за афінського тирана Пісістрата, якого в цей час вдруге вигнали з Афін, і аргів'яни допомогли вигнанцю повернутися до влади. Тому, швидше за все, прихильники Архіна залишалися впливовими і після його смерті. Можливо, саме в цей час тираном Аргоса був згаданий Павсанієм Лафай. Аргів'яни, щоправда, швидко розчарувалися у ньому і зрештою усунули від влади. Лафай намагався повернутися зі спартанською допомогою. Проте вирішальна битва завершилася не на користь лакедемонян, а сам тиран-невдаха у ній загинув.

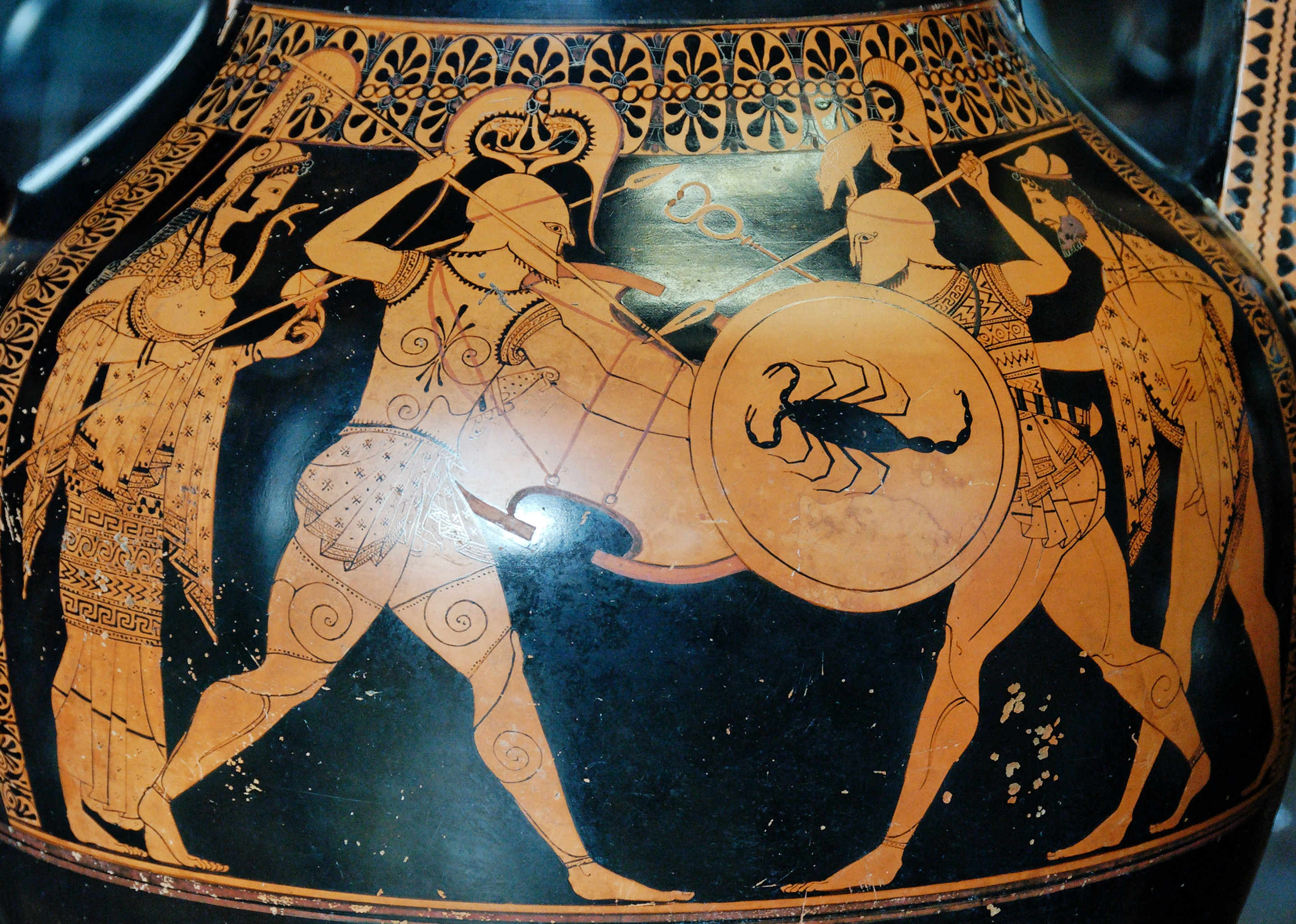
Двобій гоплітів. Зображення на вазі VI ст. до н. е. (Лувр)

У 546 р. до н. е. спартанці відновили бойові дії і захопили Фіреатиду — територію, яку зазвичай вважали частиною Арголіди. Вирішальна битва біля Фірей (544 р. до н. е.) увійшла в історію як «битва чемпіонів» — щоб не ризикувати усім своїм військом, аргів'яни запропонували вирішити долю спірної території битвою двох рівних за чисельністю загонів з трьохсот вояків з кожного боку. За переказами живими після цього бою залишилися два гопліти з Аргосу — Алкенор та Хромій — і один спартанець — Офріад. Проте лакедемонянин здогадався встановити на поле бою трофей — і спартанці оголосили себе переможцями, залишивши Фіреатіду під своїм контролем. Аргів'яни продовжувати війну не стали, проте син Алкенора Перилай невдовзі захопив у місті владу, ставши новим тираном. Перилай виявився людиною дивакуватою — зруйнував, скажімо, легендарну «в'язницю Данаї» та встановив у місті статую, яка зображувала самого Перилая, що вбиває спартанця Офріада, хоча той насправді сам наклав на себе руки.

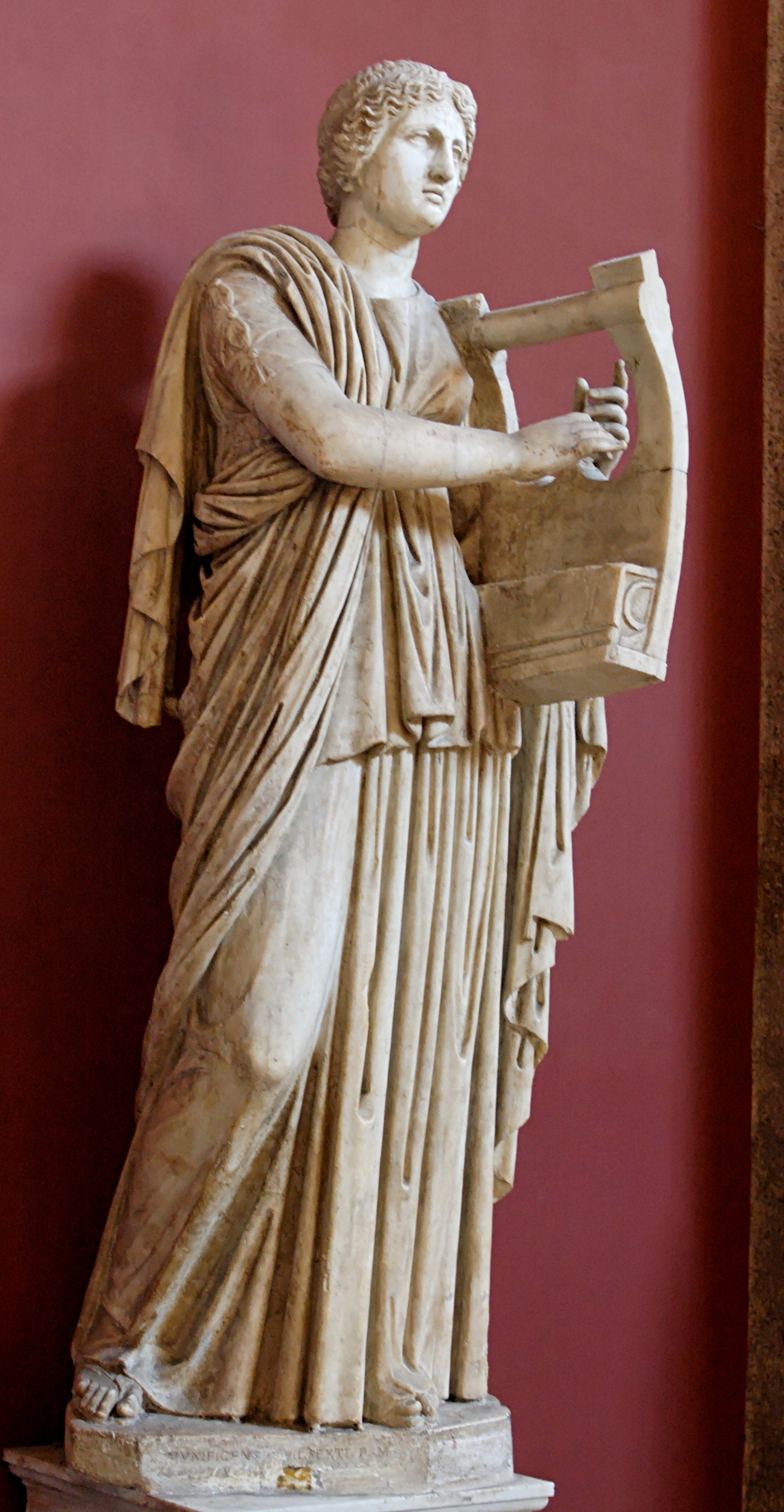
Статуя Телесилли в образі музи Ерато (Музей Піо-Клементіно)

У 494 р. до н. е. біля Сепеї спартанський цар Клеомен завдав війську аргів'ян несподіваного, але підступного удару. Ті, хто залишився при зброї, відступили до священного лісу. Клеомен оточив ліс, оголосив, що отримав за переможених викуп і, обіцяючи відпустити, почав викликати аргів'ян одного за одним по іменах. Як тільки хтось виходив — його вбивали. Коли ж підступ відкрився, спартанці просто підпалили ліс. Загалом загинуло шість тисяч аргосців. Проте місто спартанці не здобули — на захист Аргоса піднялися жінки на чолі з поетесою Телесиллою, що взяли трофейні обладунки у храмах. Вороги відступили, але й Аргос втратив майже всі свої володіння в Арголіді. Тройзен, Тиринф, Епідавр, Герміона, Фліунт і Мікени стали союзниками Спарти.

### Утвердження демократії
Зіткнувшись із незвичною для грецьких міст проблемою — нестачею дорослих громадян, аргів'яни знайшли незвичний вихід. Дружини загиблих одружилися з періеками, а за твердженням Геродота — навіть з рабами, які отримали з цього приводу свободу і громадянство. Аристотель стверджував, що багато періеків просто отримали права громадянства — без умови одружитися з вдовами. Невдовзі військо з «нових аргів'ян» вирушило війною на сусідній Тиринф і захопило його. Проте в самому Аргосі спалахнуло повстання «дітей загиблих», які повернули владу до своїх рук і вдновили дію старої аристократичної конституції. Конфлікт із Тиринфом тривав ще кілька років, але врешті сторни визнали «статус кво».

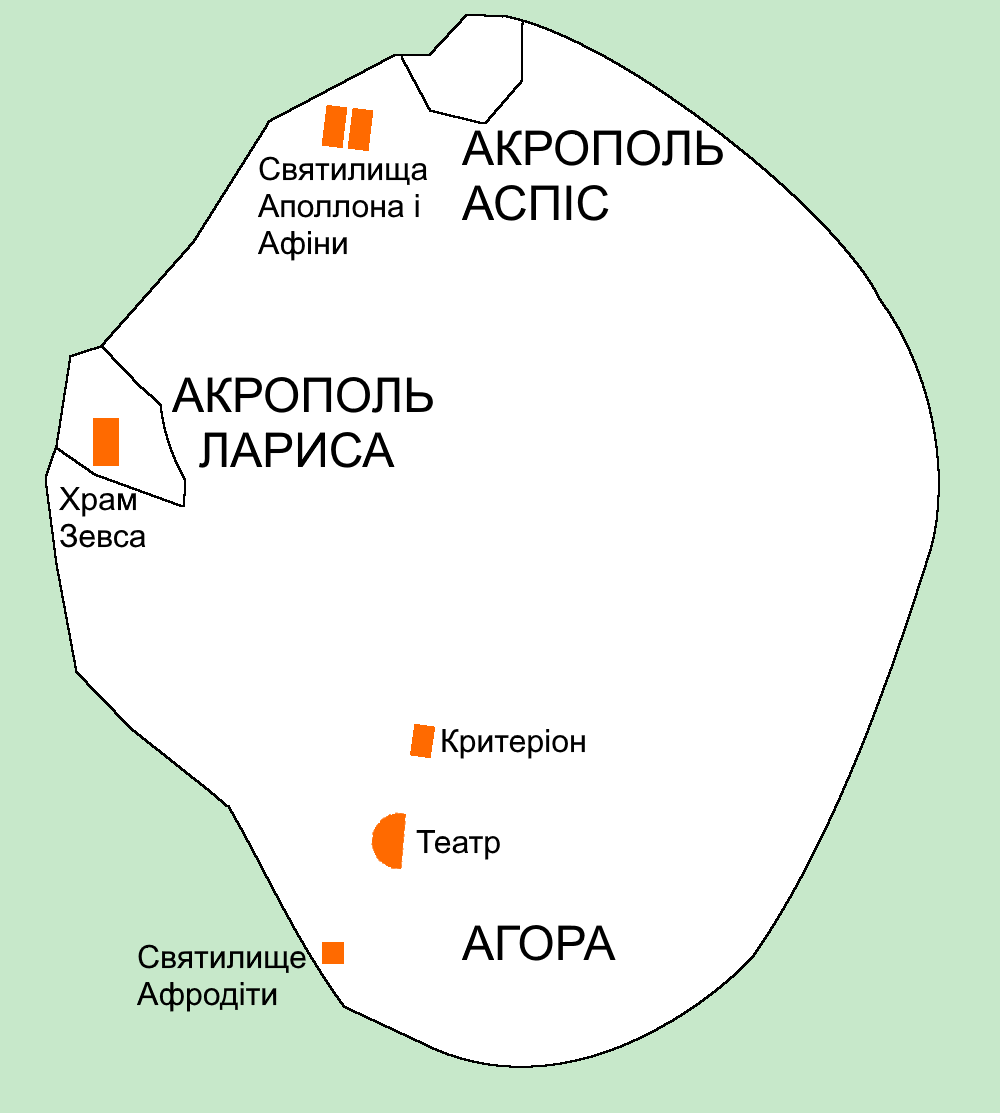
Аргос у V ст. до н. е.

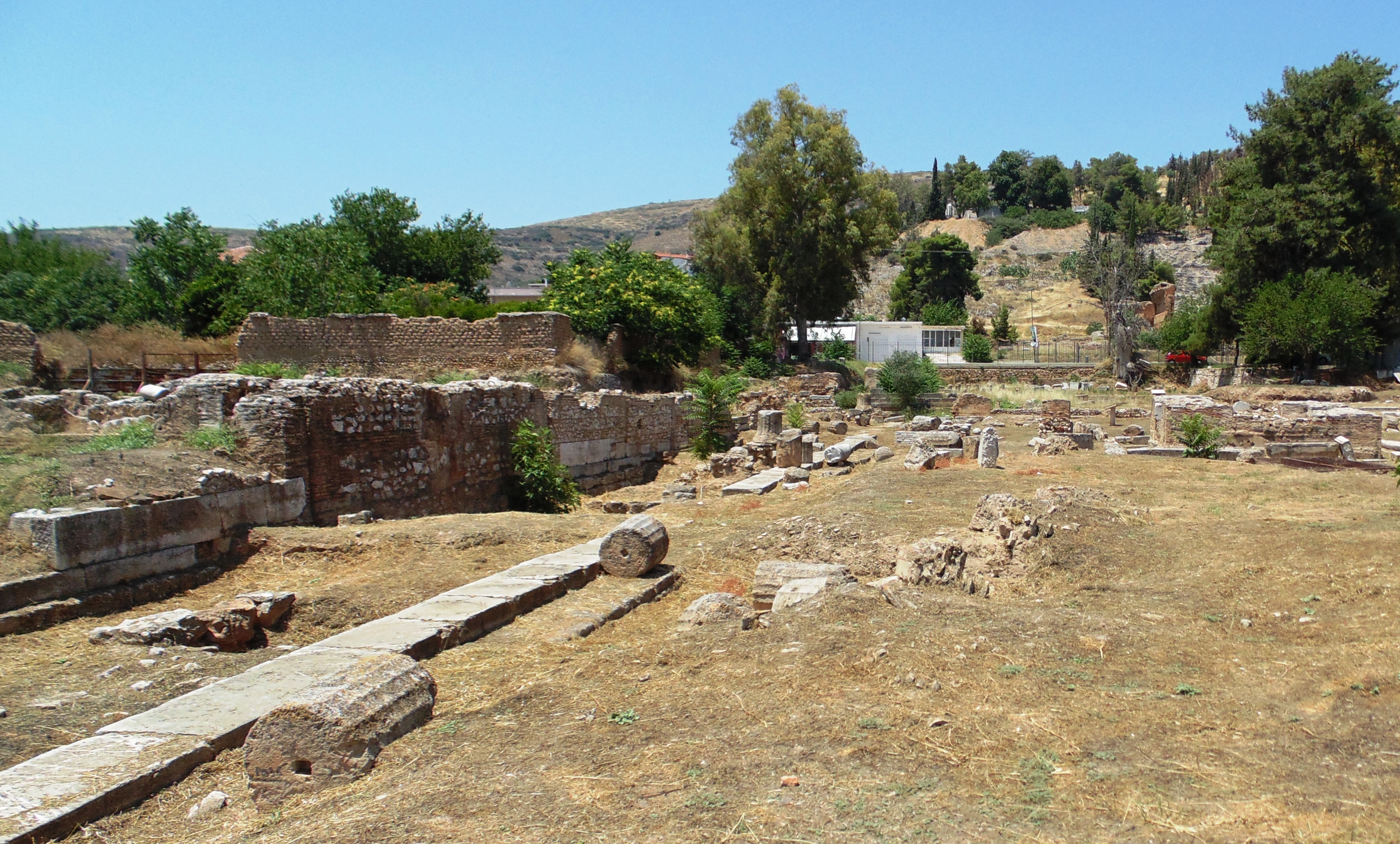
Аргоська агора. Загальний вигляд

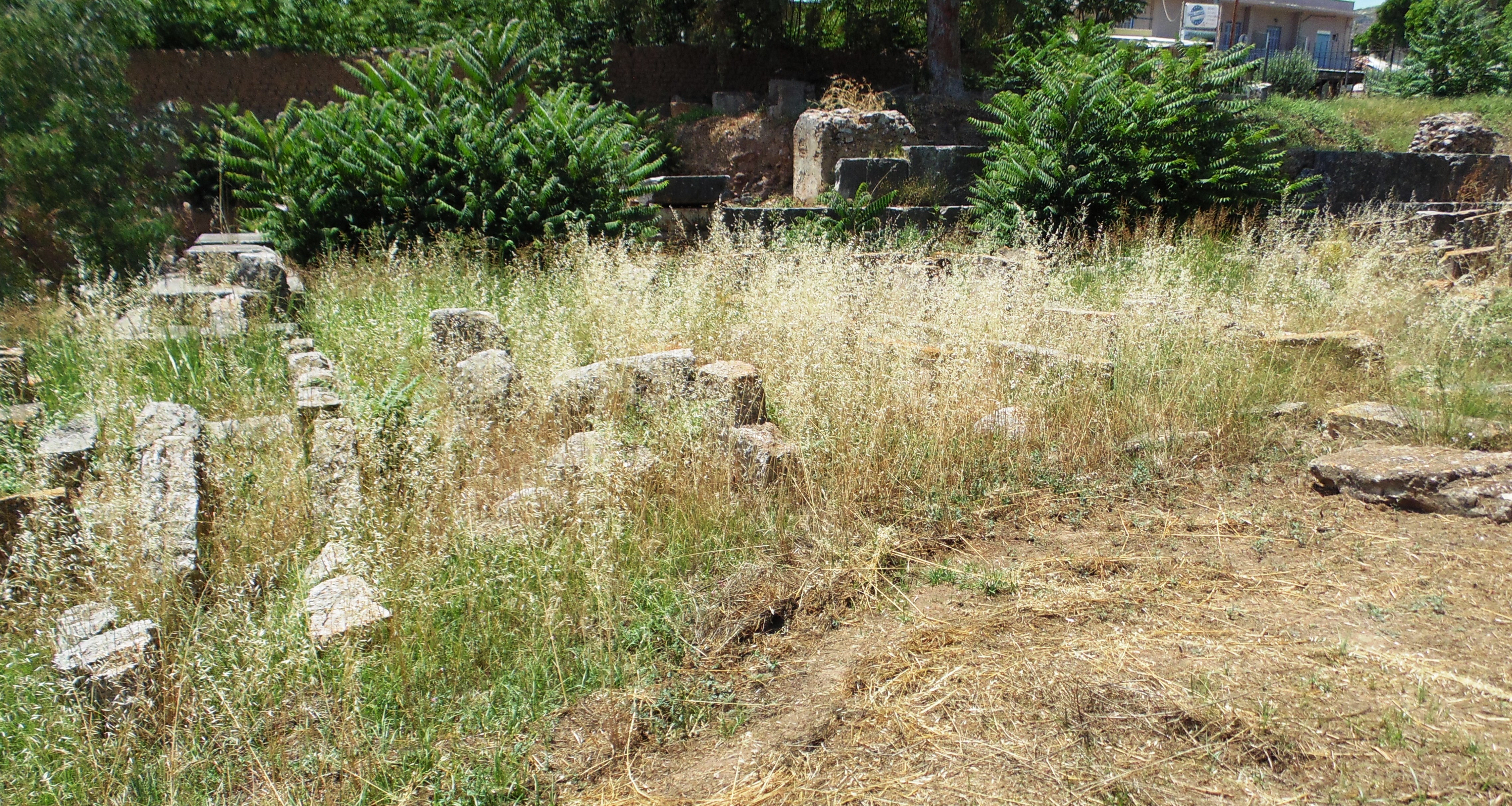
Залишки булевтерія

Зосереджений на внутрішніх проблемах Аргос під час вторгнення Ксеркса до Еллади зберігав поблажливий до персів нейтралітет — за цілковитої підтримки дельфійських жерців. З огляду на позицію Дельф, навіть традиційні супротивники Аргоса — спартанці — жодних публічних претензій до політики аргів'ян не висували. Проте «зрадництвом» аргосської аристократії був невдоволений місцевий демос. Скориставшись цим, у 476 р. до н. е. владу в місті здобула опозиція, яка встановила режим демократії. Тепер влада належала народним зборам (дав.-гр. άλιαία τελεία), які збиралися зазвичай щомісяця і ухвалювали рішення «від імені народу» (дав.-гр. ό δάμος τών Αργείων). Керувала зборами президія, керівників якої — аби уникнути зосередження влади — змінювали раз на півроку. Виконавчу владу здійснювала рада (βωλά). Військом керувала колегія з 5 стратегів і 2 командувачів кіннотою (ілархів). Релігійні функції виконували чотири єромнемони, які опікувалися Герайоном. Запроваджено було також процедуру остракізму за афінським зразком. У місті розпочалося масштабне громадське будівництво, причому одним з перших збудували новий булевтерій.

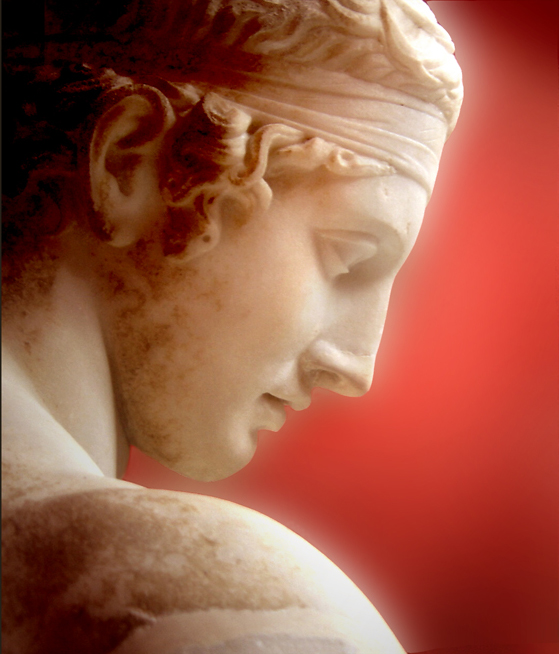
Діадумен, копія скульпури Поліклета, Національний археологічний музей (Афіни)

Політика нової влади була доволі агрессивною, а головної метою стало відновлення контролю над Ароглідою. Мешканців поселень, що їх повертали під владу Аргоса, взагалі намагалися переселити до міста — в обмін на надання громадянських прав. Так, зокрема, зробили з Мікенами. Водночас аргів'яни дотримувалися жорсткої антиспартанської лінії, намагаючись залучити на свій бік інші держави Пелопоннеса, зокрема елейців і аркадців, серед яких одночасно «розповсюджували» ідеї демократії. У дипломатичній грі влада Аргоса навіть спробувала використати таланти Фемістокла, якому місто надало притулок після вигнання у 471 р. до н. е. з Афін. Щоправда, антиспартанська стратегія виявилася загалом невдалою. Спартанці розтрощили спільне тегейсько-аргосське військо під Тегеєю, а аркадців — під Діпеєю (468 р. до н. е.). Аргос змушений був відмовитися від всіх своїх завоювань, зокрема і від Мікен.

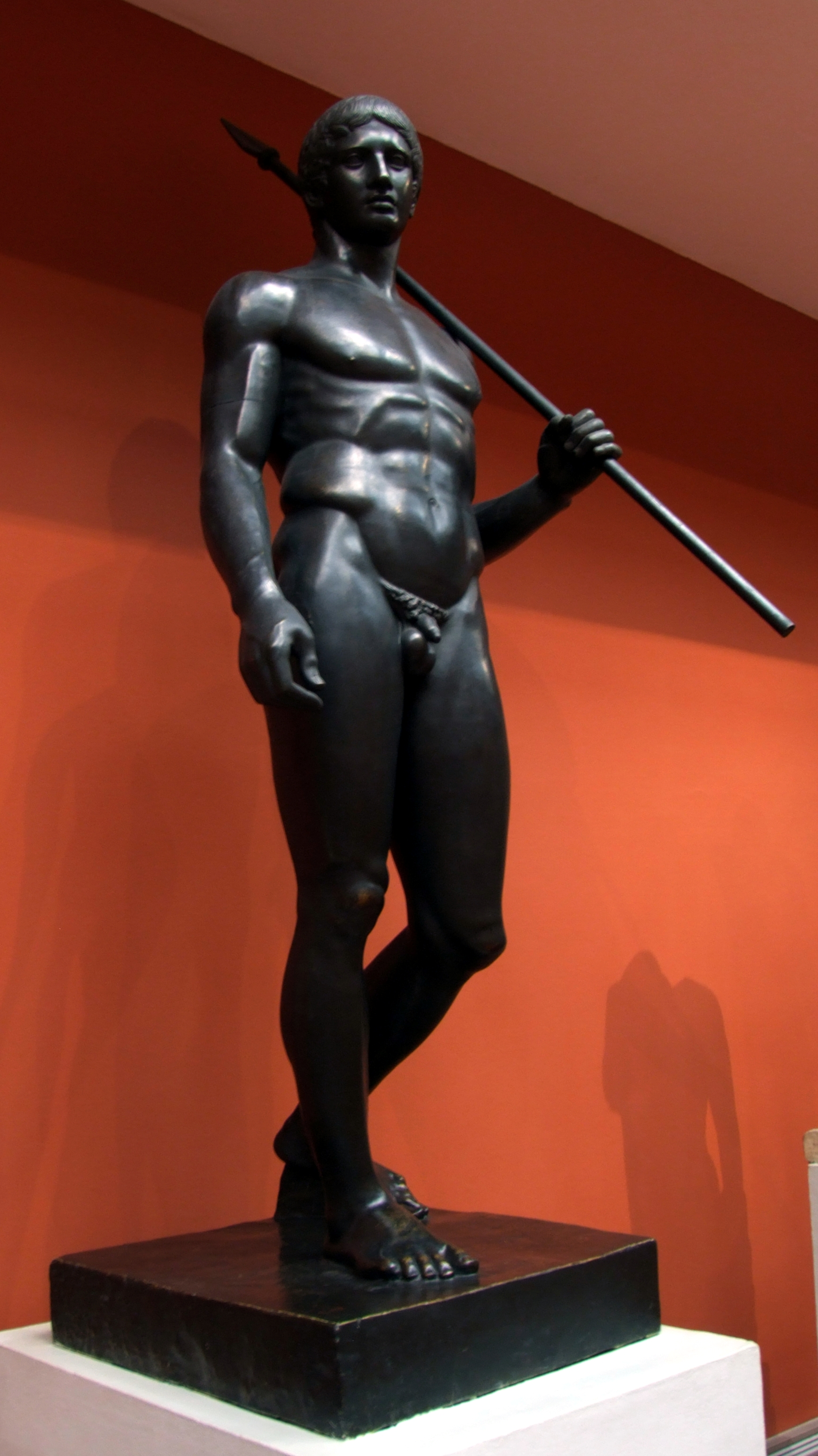
Дорифор, копія скульптури Поліклета, Музей образотворчих мистецтв імені Пушкіна

Втім, як тільки Спарта була послаблена внаслідок землетрусу 460 року до н. е. і повстання ілотів, аргів'яни взялися за старе. Найперше — взяли в облогу Мікени, мешканці яких забарикадувалися за циклопічними мурами, але виявилися безсилими проти голоду. У 458 р. до н. е. місто було здобуто, мешканці обернені на рабів, а землі розподілені між Аргосом і його союзниками — Тенеєю і Клеонами. Наступною жертвою став Тиринф. Аргосці надіслали на допомогу Афінам 1000 гоплітів, які брали участь в битві під Танагрою (458 р. до н. е.)
Середина V ст. до н. е. стає добою найвищого розквіту Аргосу, який перетворюється на торговий, ремісничий і культурний центр усього Пелопоннесу. Тут сформувалася своя художня школа, засновником якої був Агелад Старший, що уславився скульптурами переможців Олімпійських ігор, і був наставником не лише місцевих творців, але й, скажімо, славнозвісного Мирона. Утім, представники так званого «другого покоління» аргосських скульпторів — Полімед, Агелад Молодший і особливо Поліклет — пішли далі вчителя. Поліклетів Дорифор (близько 440 р. до н. е.) — став справжнім гімном демократії, яка звичайного громадянина піднімала до рівня епічного героя. Не дивно, що місто замовило скульптору колосальну хрисоелефантинну статую Гери для Герайона. Скульптор намагався теоретично обґрунтувати своє розуміння пропорцій і гармонії згідно з піфагорійськими принципами, виклавши свої міркування у трактаті «Канон». Цими принципами керувалися і представники наступних поколінь аргосських митців — Перикліт, Фрадмон, Антифан, Поліклет Молодший.

### Конфлікти і занепад

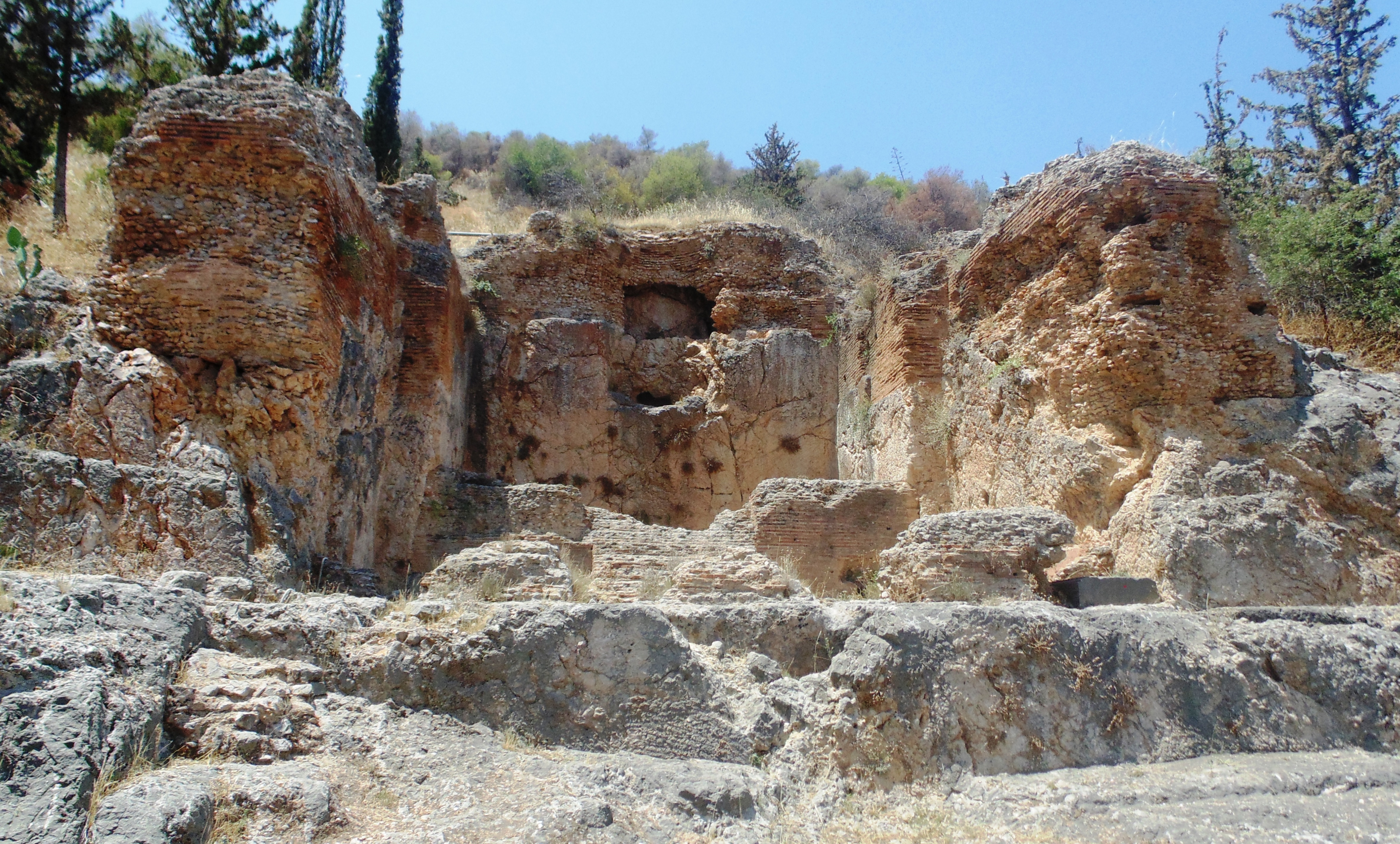
Аргоський критеріон — місце проведення судових засідань

З початком Пелопоннеської війни, попри те, що симпатії аргосської влади були на боці Афін, місто зберігало нейтралітет. Лише після укладання Нікієвого миру аргів'яни розпочали складну дипломатичну гру, з метою вступити у війну за найсприятливіших умов. У 421 р. до н. е. Аргос погодився укласти союз із Коринфом, до якого мали увійти також Мантинея, Еліда і Халкіда. Коли проект розвалився, аргів'яни уклали союз з тією ж Мантинеєю і Елідою, але цього разу за участю Афін (420 р. до н. е.) і захопили Епідавр. Утім, проти Аргоса знову виступили спартанці. Від цілковитого розгрому аргівян врятував стратег Фрасил. Зрозумівши безнадійність становища свого війська, він запропонував спартанцям переговори і пообіцяв їм домогтися укладання союзу між Спартою та Аргосом. Проте вдома полководців-невдах зустріли камінням. Фрасил врятувався лише дивом. Демагоги уклали союз з Мантинеєю та Елідою і за підтримки афінян відновили бойові дії. Втім, і цього разу зазнали поразки — просто під мурами Мантинеї (418 р. до н. е.), втративши в бою разом із союзниками 700 гоплітів.

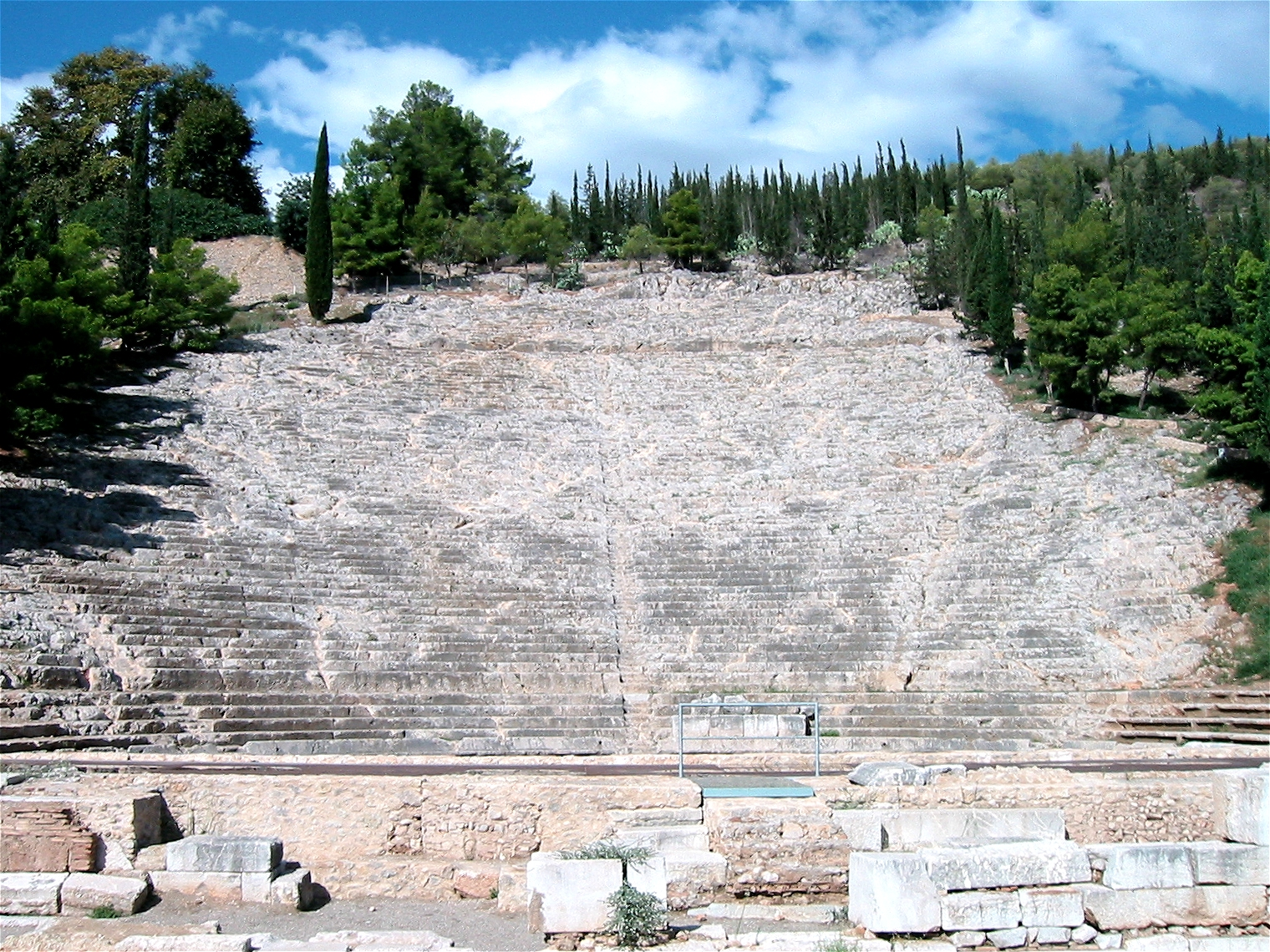
Аргосський театр

Найбоєздатнішим загоном в Аргосі була так звана «тисяча», яка цілком складалася з вихідців із знаті. Але до народовладдя аристократи-«тисячники» ставилися вороже, і серед них було чи не найбільше спартанських симпатиків. Зрештою, саме вони після поразки під Мантинеєю здійснили державний переворот і встановили в лютому 417 р. до н. е. в Аргосі режим олігархії. Ватажком олігархії Павсаній називав Бріанта. Діодор додає, що змовники скористалися загальним сум'яттям, схопили та стратили демагогів, а потім оголосили про скасування законів часів демократії і взяли державне управління в свої руки.
Нові урядовці зробили усе, щоб зловживаннями і утисками збурити проти себе громадян. Бріант дійшов до того, що зґвалтував якусь
наречену просто напередодні її весілля. Дівчина осліпила насильника. А в місті спалахнуло народне повстання. Частину прихильників олігархії перебили, більшість — втекли до Спарти. У Аргосі була відновлена демократія. Її ватажки відразу ж поквапилися
ліквідувати аристократичну «тисячу» й укласти союз з Афінами. Та навіть розпочали, за прикладом союзників, будувати у 416 р. до н. е. власні «довгі мури» — між Аргосом і його портом Теменієм — за якими могли відсидітись до завершення війни.

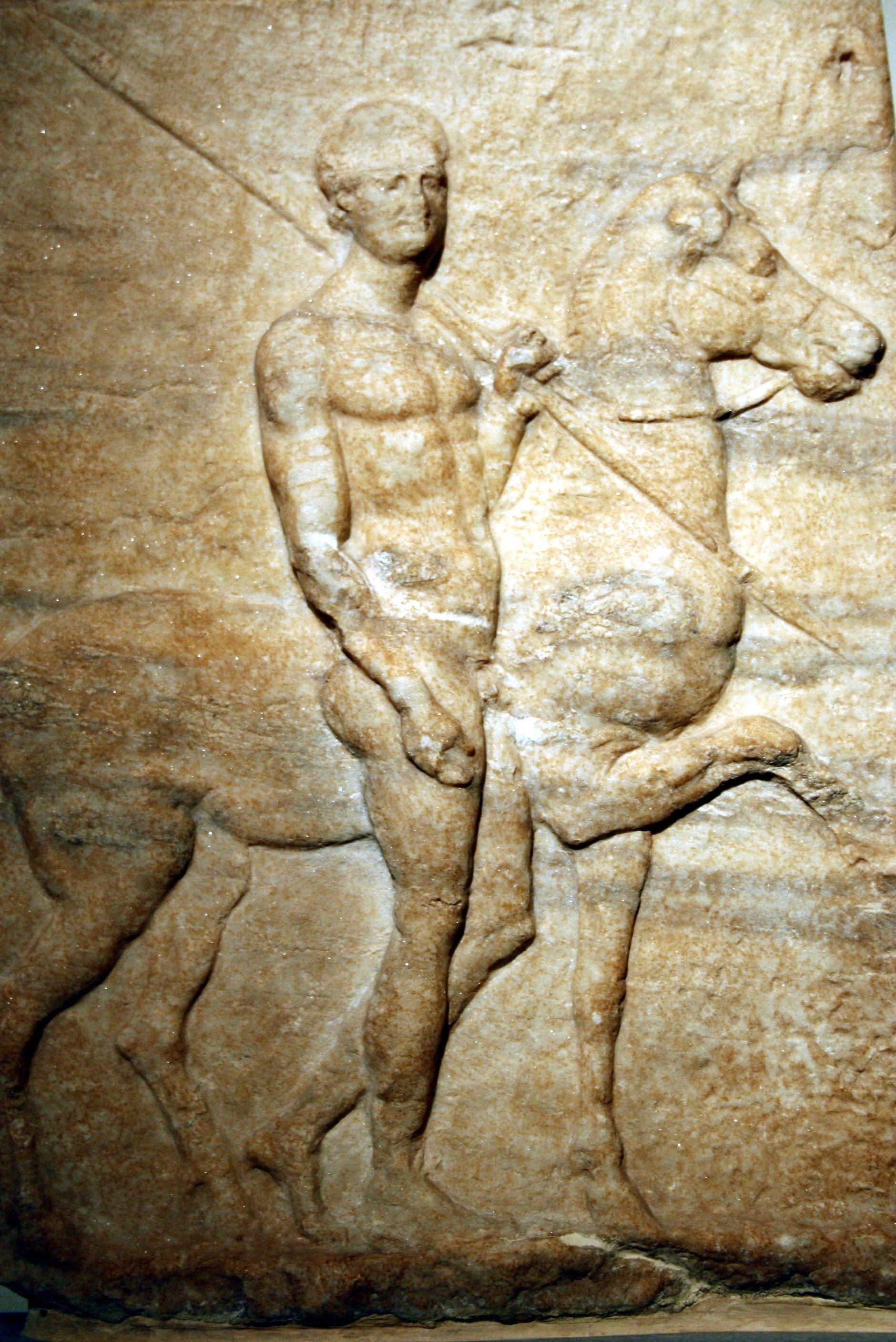
Дорифор. Зображення на кам'яній початку IV ст. до н. е. (Національний археологічний музей (Афіни))

Перемогу Пелопоннеського союзу аргів'яни сприйняли лише як тимчасове явище і вже у 395 р. до н. е. уклали новий союз — тепер з Афінами, Беотією і Коринфом. Коринфська війна стала часом несподіваного зовнішньополітичного злету — після демократичного перевороту в Коринфі (392 р. до н. е.) найбагатше грецьке місто опинилося… у складі Аргоса. Проте тривало це недовго — у 387 р. до н. е. аргивяни залишили Істм і надалі коринфяни завжди з підозрою дивилися у бік сусідів. Натомість Аргос включив до свого складу Клеони, що контролювали Немею — місце проведення престижних Немейських ігор.

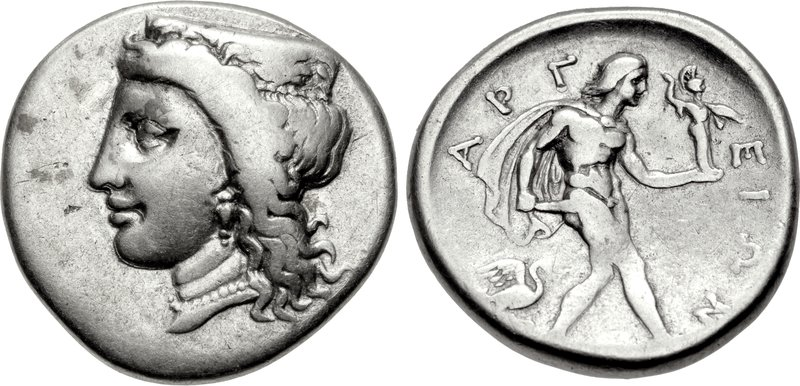
Драхма із зображенням Гери, карбована в Аргосі в IV ст. до н. е.

Прихильники олігархії час від часу влаштовували змови проти режиму демократії. Щоправда, надійної опори у середовищі самих аргівян
змовники не мали, тому змушені були вербувати найманців, а подібні приготування важко було зберегти у таємниці. До того ж, демагоги зазвичай мали інформаторів у ворожому середовищі. Для того, щоб попередити заколот, зазвичай вистачало загальної мобілізації громади зі зброєю. Проте чим частіше траплялися подібні «військові тривоги», тим більше аргоський демос призвичаювався до пошуків «ворогів демократії». Найбільші підозри зазвичай викликали люди заможні, тож і «попереджувальні заходи» — обмеження прав, конфіскації, арешти — у першу чергу застосовувалися до них.
Зрештою, 370 р. до н. е. у середовищі аргоських багатіїв і справді виникла змова проти чинної влади. Проте демагоги були напоготові. Кількох змовників заарештували. Не витримавши тортур, майже всі затримані наклали на себе руки. Знайшовся, втім, один зрадник, який вказав ще на три десятки учасників змови, справжніх чи удаваних, які залишалися на свободі. Всіх їх засудили до страти. Проте під'юджуваний демагогами простолюд не вірив, що заколотників могло бути так мало. Під тиском демосу аргоські народні збори ухвалили рішення про покарання усіх потенційних «ворогів демократії». Усіх, кого визнавали винними, забивали палицями, або ж грецькою скіталами. Жертвами «закону про скіталізм» вважають щонайменше 1200 заможних аргівян. Масштаб страт вразив навіть демагогів. Зрештою вони відмовилися висувати нові звинувачення, але тоді демос звинуватив у зраді вже власних ватажків. Їх скарали на смерть за тим же законом. Загальну кількість загиблих Плутарх оцінював у півтори тисячі осіб. З величезними труднощами владі вдалося вгамувати пристрасті і навести лад у місті, але Аргос назавжди втратив статус самостійного гравця у грецькій політиці.

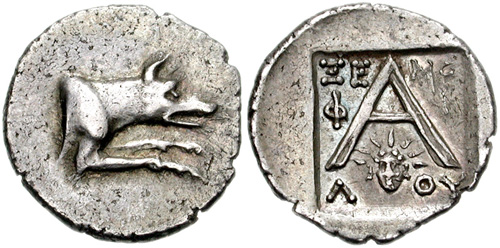
Срібна монета з Аргоса (90 р. до н. е.)

У 340-338 рр. до н. е. місто дотримувалося дружнього нейтралітету щодо Македонії. Зрештою Аргос приєднався до коаліції Афін, Фів і Коринфа, проте після поразки під Херонеєю швидко визнав македонську владу. Після цього знаходився у владі тиранів Аристіппа I, Арістомаха I, Аристіппа II, Аристомаха II. В 229 р. до н. е. увійшов до Ахейського союзу, в 225-196 р. до н. е. перебував під спартанською окупацією. З 146 р. до н. е. — під владою Рима. У 297 і 395 рр. давній Аргос був зруйнований готами.
Розкопки Аргоса з 1902 року активно велись голландськими та французькими археологами. Донині збереглись залишки давньогрецького театру в Аргосі, який вміщував до 30 тисіч глядачів. Сучасне місто Аргос є одним із центрів туризму в Греції.

## Персоналії
- Акусилай
- Агелад Старший
- Агей
- Елені Бакопанос
- Поліклет Старший
- Поліклет Молодший
- Телесилла
- Фідон

## Міста-побратими
- Абвіль,  Франція